# 금오산 (밀양/양산)
금오산(金烏山)은 대한민국 경상남도 밀양시 삼랑진읍과 양산시 원동면에 걸쳐 있는 높이 766m의 산이다.

## 같이 보기
- 한국의 산